# Fibra de carbono

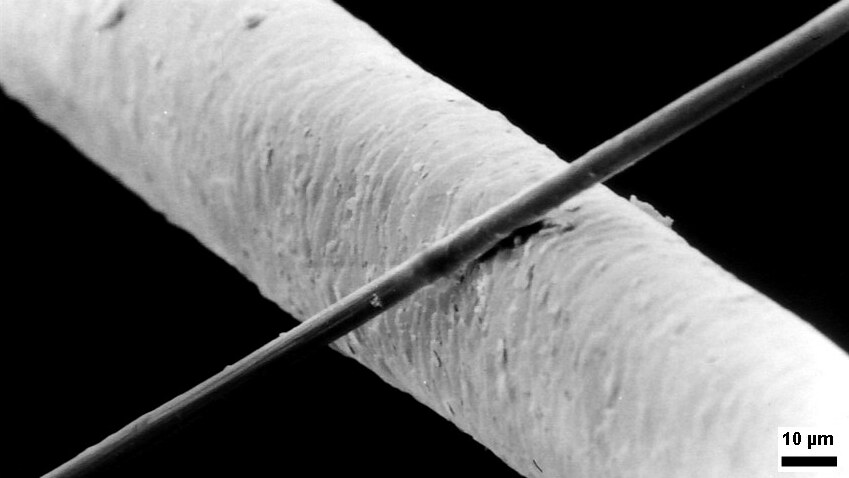
Fibra de carbono (posicionada do canto inferior esquerdo ao canto superior direito) comparada com um fio de cabelo.

Fibra de carbono é uma fibra sintética, composta de finos filamentos de 5 a 10 micrômetros de diâmetro e, principalmente, de carbono. Cada filamento é a união de milhares de fibras de carbono. É uma fibra sintética porque é feita a partir de poliacrilonitrila. Possui propriedades mecânicas semelhantes às do aço; e é leve como madeira ou plástico. Por sua dureza, tem maior resistência ao impacto do que o aço.
Sua principal aplicação é a fabricação de polímeros de fibra de carbono reforçados. Na maioria dos casos, cerca de 75% - com polímeros termofixos. O polímero é geralmente resina epóxi do tipo termofixa, mas também pode ser associado com outros polímeros, tais como poliéster ou viniléster.

## Fabricação

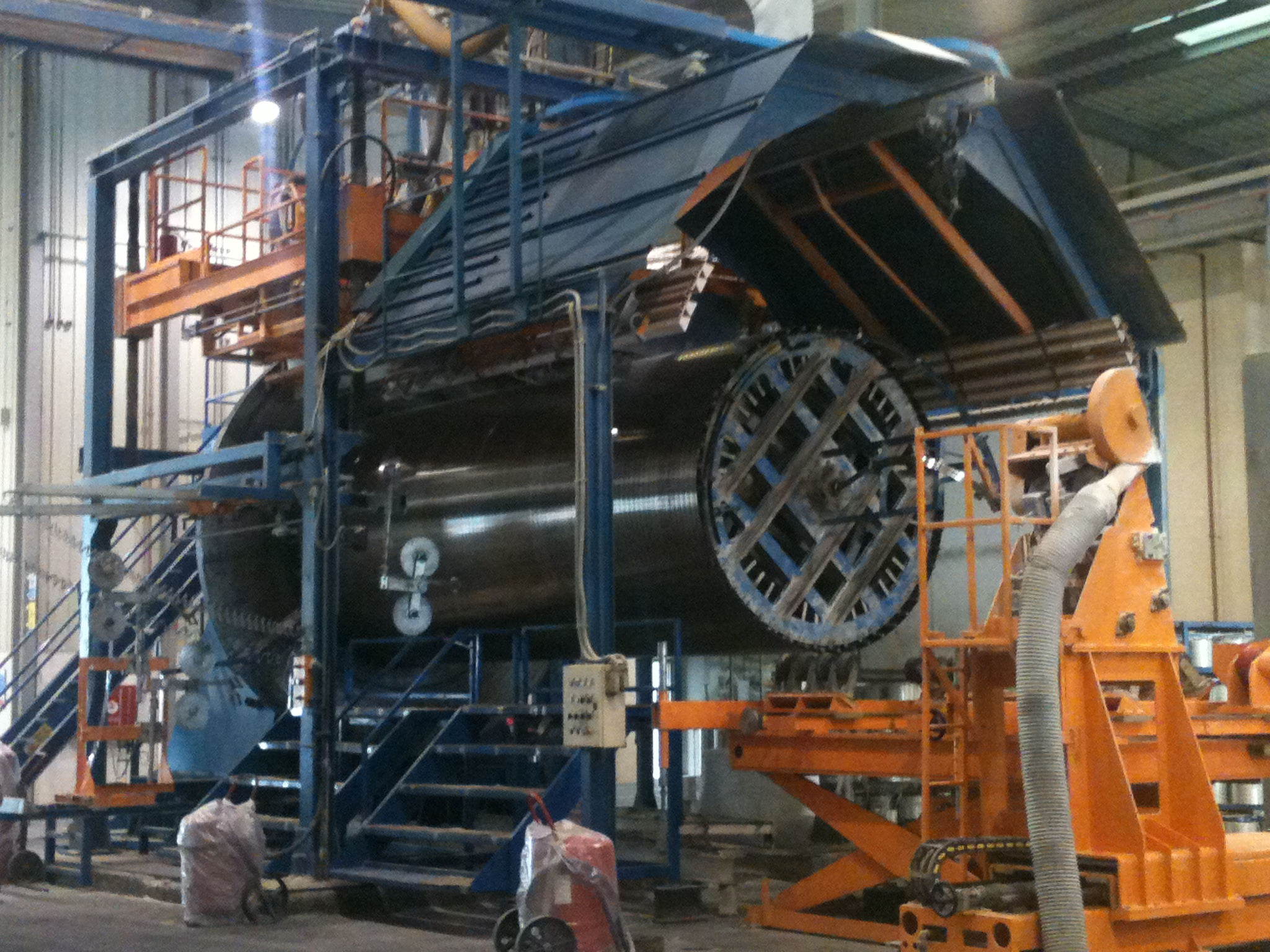
Máquina para a produção de compósitos

As fibras de carbono são adequadas para a fabricação dos mais diversos materiais tais como: papéis, tecidos, telas, micro-telas para a filtragem de líquidos e gases de grande propriedade corrosiva. As fibras são resistentes a altas temperaturas; não são inflamáveis por si sós  e servem especialmente em catalisadores utilizados em processos químicos.
Para a produção de fibras carbônicas o método utilizado é chamado pirólise, ou seja, a decomposição pelo calor, de algum material rico em carbono que retém a sua forma fibrosa através de tratamentos térmicos que resultam em carbonização com alto resíduo carbonáceo.
Os materiais carbonáceos podem ser naturais ou sintéticos e são utilizados como "fibra precursora". Normalmente, o cânhamo, o linho, o algodão, entre outros materiais naturais, têm rendimento pobre de carbono; suas propriedades físicas, rigidez e resistência mecânica são fracas; e não são utilizados como em materiais formadores de estruturas que exigem esforço físico.
Os tecidos de carbono utilizados como agentes reforçadores de resinas feniólicas levaram às pesquisas para o desenvolvimento de fibras cujas propriedades mecânicas foram sendo aperfeiçoadas até chegar-se ao "raiom".
Ao se desenvolver estas matérias-primas, iniciando-se na década de 1950 até o final da década de 1960, chegou-se à produção de fibras carbônicas de alta resistência à tração e tensão mecânicas.
Um exemplo destes produtos é a fibra de poliacrilonitrila, conhecida pela sigla "PAN". Esta é semelhante ao acrílico. As poliimidas, poliamidas e o álcool polivinílico são considerados fibras precursoras poliméricas sintéticas.
Para se produzir uma fibra carbônica de boa qualidade a partir de uma fibra precursora, é necessário um processo de tratamento térmico e condições controladas de tensão, atmosfera, tempo e principalmente temperatura.
O processo se inicia com um pré tratamento onde a matéria prima recebe tensões mecânicas que provocam o seu alongamento utilizando vapor. Em seguida vem a etapa em que ocorre a conversão de um precursor polimérico. Seguindo-se ao aquecimento constante e controlado até em torno de 250°C aproximadamente. Em seguida é necessária a sua estabilização físico-química. Isto ocorre através do surgimento de ligações  transversais entre as cadeias moleculares.
Após a estabilização físico-química vem o processo de carbonização em atmosfera inerte em alta temperatura, o gás mais utilizado neste ponto do processo é o Argônio e a temperatura utilizada é em torno de 1.000°C.
No momento em que ocorre a pirólise começam a surgir subprodutos devido à decomposição gasosa. A contração do material passa a ocorrer aumentando assim sua rigidez mecânica.
Em alguns tipos de fibras de carbono, são liberados nitrogênio, dióxido de carbono, vapor d'água, cianureto de hidrogênio e amônia.
Após o processo de pirólise vem o processo de "grafitização". Este consiste num tratamento térmico que oscila entre 2.000°C e 3.000°C; e proporciona uma "cristalização" ordenada dos cristais de carbono no interior da fibra.
Na cristalização, os cristais de carbono podem assumir formas cristalinas diversas. Suas propriedades físicas e mecânicas variam conforme a matéria prima utilizada e as condições de produção. As fibras de carbono têm suas características dependentes de sua microestrutura, ou seja, de sua estrutura atômica.
Quando se usa a grafita cristalina de estrutura hexagonal de cadeia fechada com a forma de lâminas de 3,35 ângstrons, esta possui propriedades físicas diferentes nos sentidos longitudinal e transversal do cristal. Temos uma fibra de carbono com alta resistência mecânica.
Sabe-se que os materiais de maior resistência mecânica são os grafitosos compostos de cristais dispostos em estrutura helicoidal perfeita. Para se obter fibras de carbono resistentes e rígidas, durante a sua indução se faz ocorrer uma estrutura grafítica que adquire a orientação desejada durante o tratamento térmico.
Se utilizarmos como precursor da fibra um material cuja formação é um tecido orgânico repuxado, a orientação de sua estrutura molecular é ordenada. O resultado será um cristal contendo camadas alinhadas paralelamente ao eixo das fibras. Depois de ocorrer o processo de grafitização, a estrutura resultante são fibras chamadas de "fibrilas", que são fibras extremamente finas compostas de 15 camadas de cristal separadas em 150 ângstrons; e com um comprimento entre 10.000 a 100.000 ângstrons. 
O Centro Tecnológico do Exército brasileiro (CTEx) desenvolveu um novo método para a fabricação de fibra de carbono. A matéria prima usada é o piche de petróleo e o processo apresenta menor custo.

## Utilização

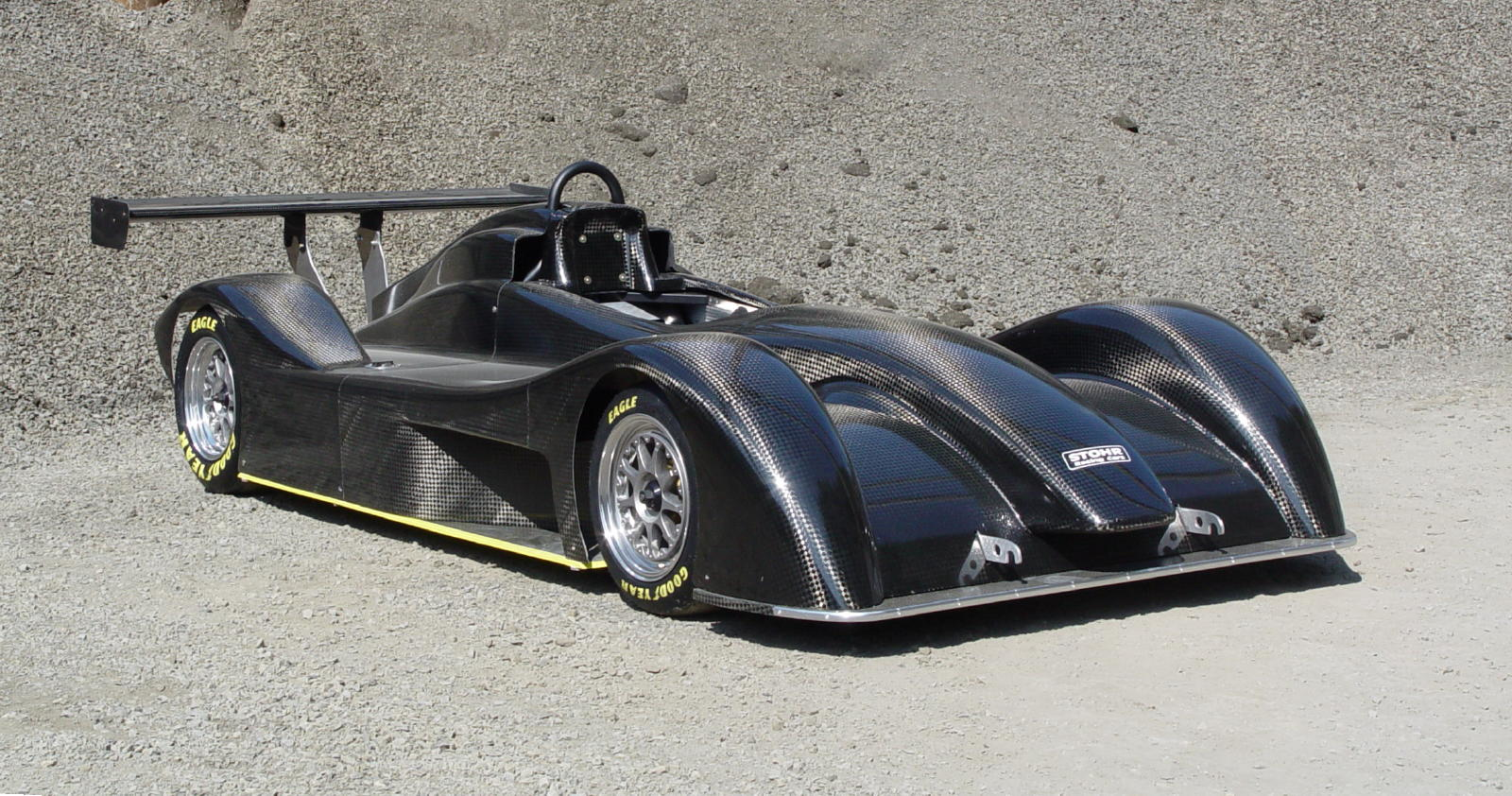
Carroceria de fibra de carbono.

As fibras carbônicas sozinhas não são apropriadas para uso, porém, ao serem combinadas com materiais matrizes, estas resultam num material com propriedades mecânicas excelentes.
Estes materiais compósitos, também designados por Materiais plásticos reforçados por fibra de carbono ("CFRP - Carbon Fiber Reinforced Plastic)" estão neste momento a assistir a uma demanda e um desenvolvimento extremamente elevados por parte da indústria aeronáutica, na fabricação de peças das asas, na indústria das bicicletas  na construção de todo o tipo de peças desde quadros, guiadores, selins, rodas e até mesmo travões de disco em fibra de carbono e transmissões; na Fórmula 1 e nas superbikes a estrutura principal das máquinas é de fibra de carbono; e basicamente em todos os desportos de competição que a fibra de carbono tem dado resposta à necessidade e procura constante de materiais cada vez mais leves e mais resistentes.
Normalmente para se produzir componentes à base de fibras de carbono são utilizados processos de modelagem ou moldagem. As peças que utilizam estes componentes têm servido em equipamentos de diversas tecnologias, desde a produção aeroespacial até a fabricação de calçados.
A resistência das fibras de carbono à presença ou contato direto com produtos químicos corrosivos e suas estruturas moleculares têm permitido seu uso em peças móveis para a indústria automotiva. Dependendo de sua composição, os componentes podem ser utilizados em condições adversas de temperatura e pressão.
Exemplos do uso de fibras de carbono, são sua utilização concomitante na composição de ligas metálicas, peças cerâmicas, tecidos, materiais ablativos, blindagens resistentes à temperaturas, entre outros.

## Imagens

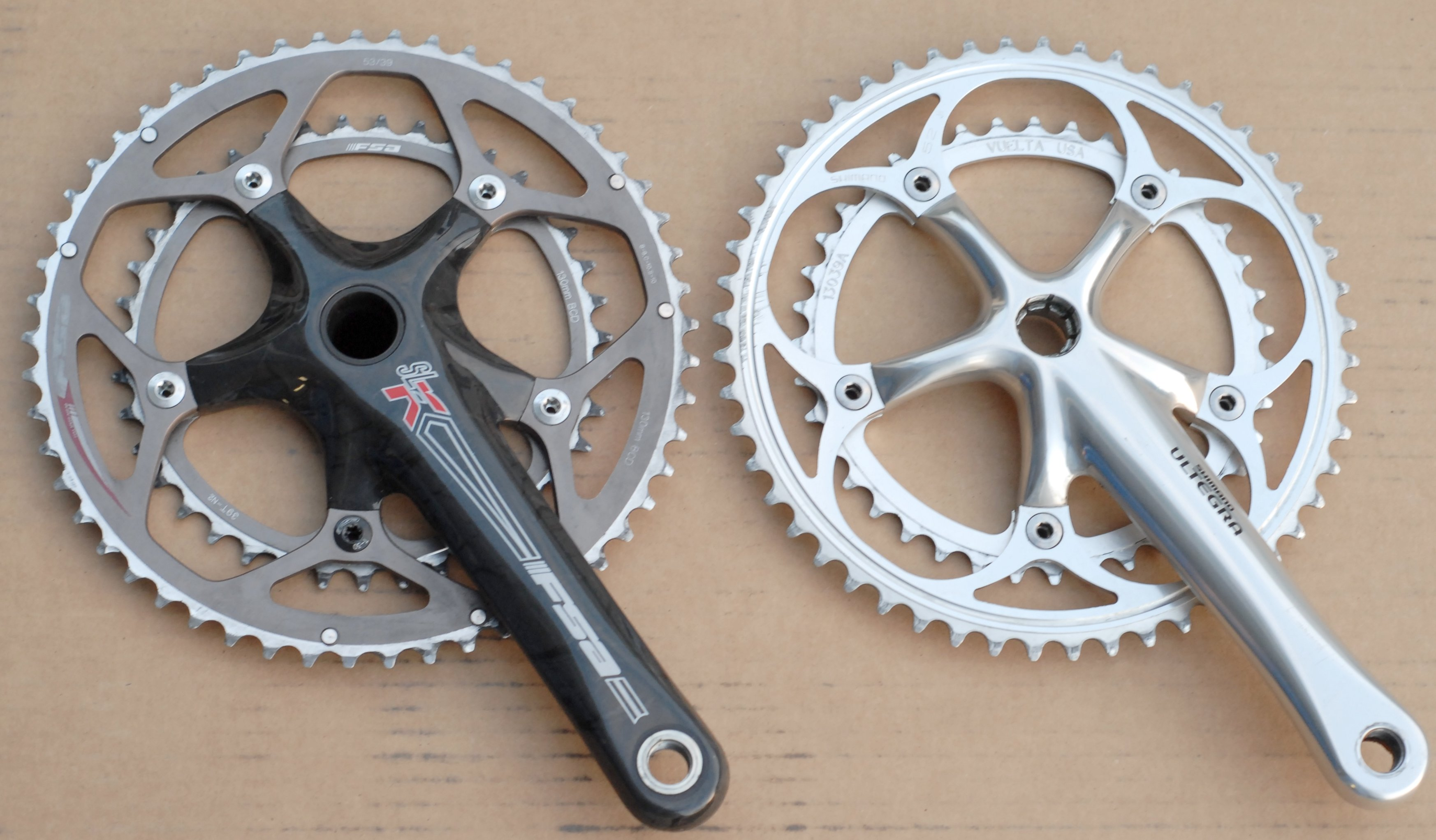
Coroa de bicicleta (esquerda).
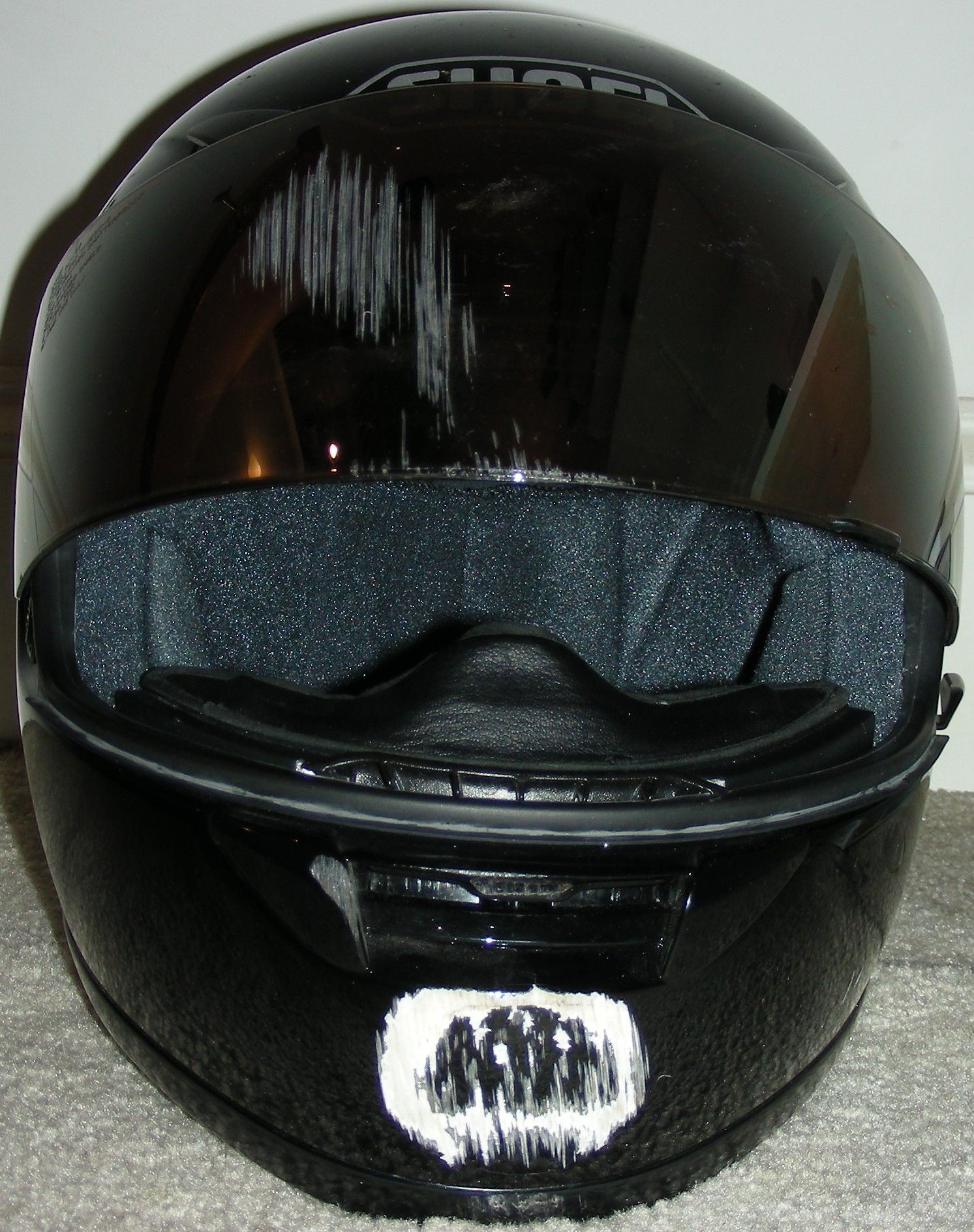
Capacete motociclístico
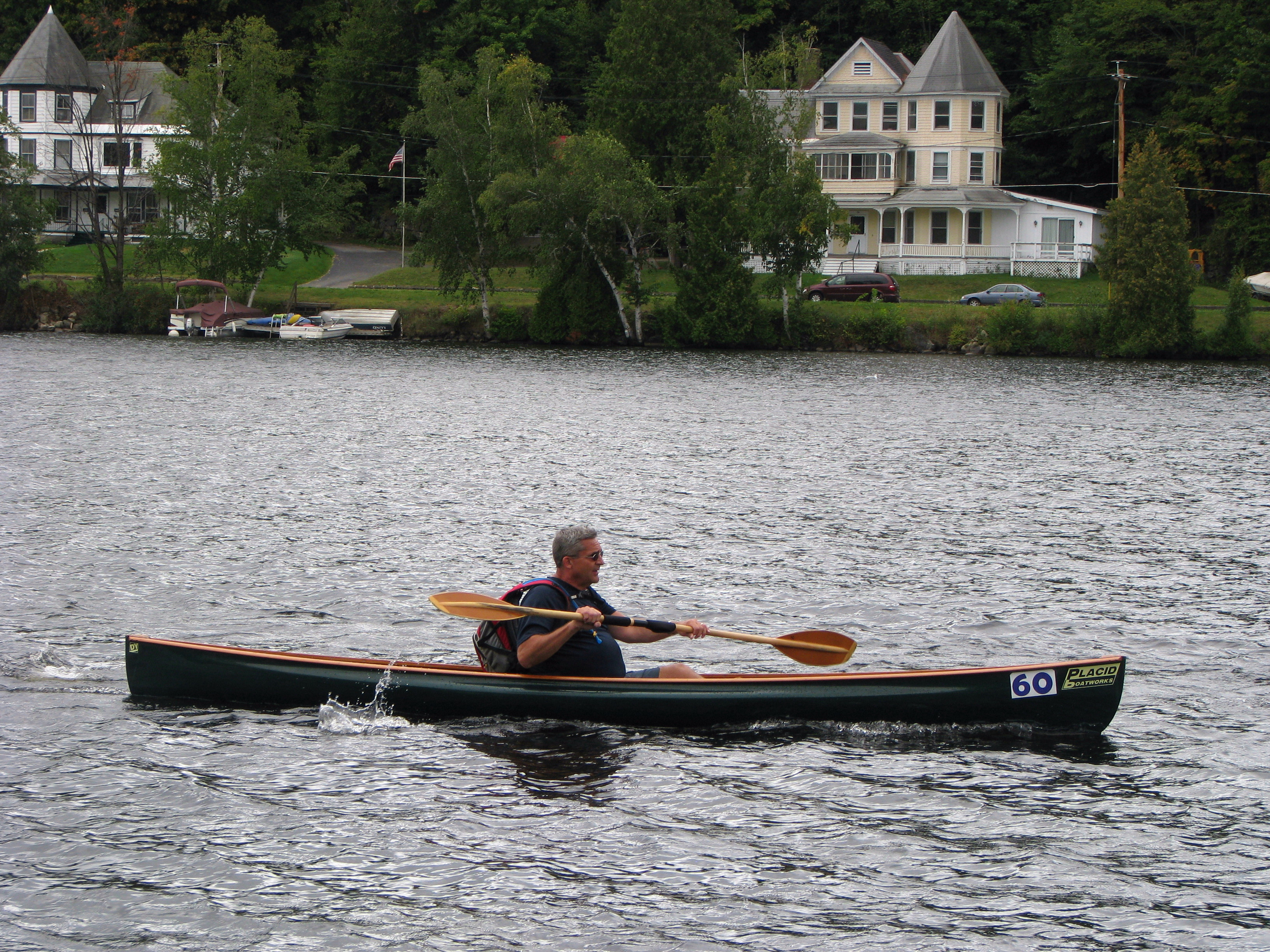
Canoa feita de kevlar e fibra de carbono.
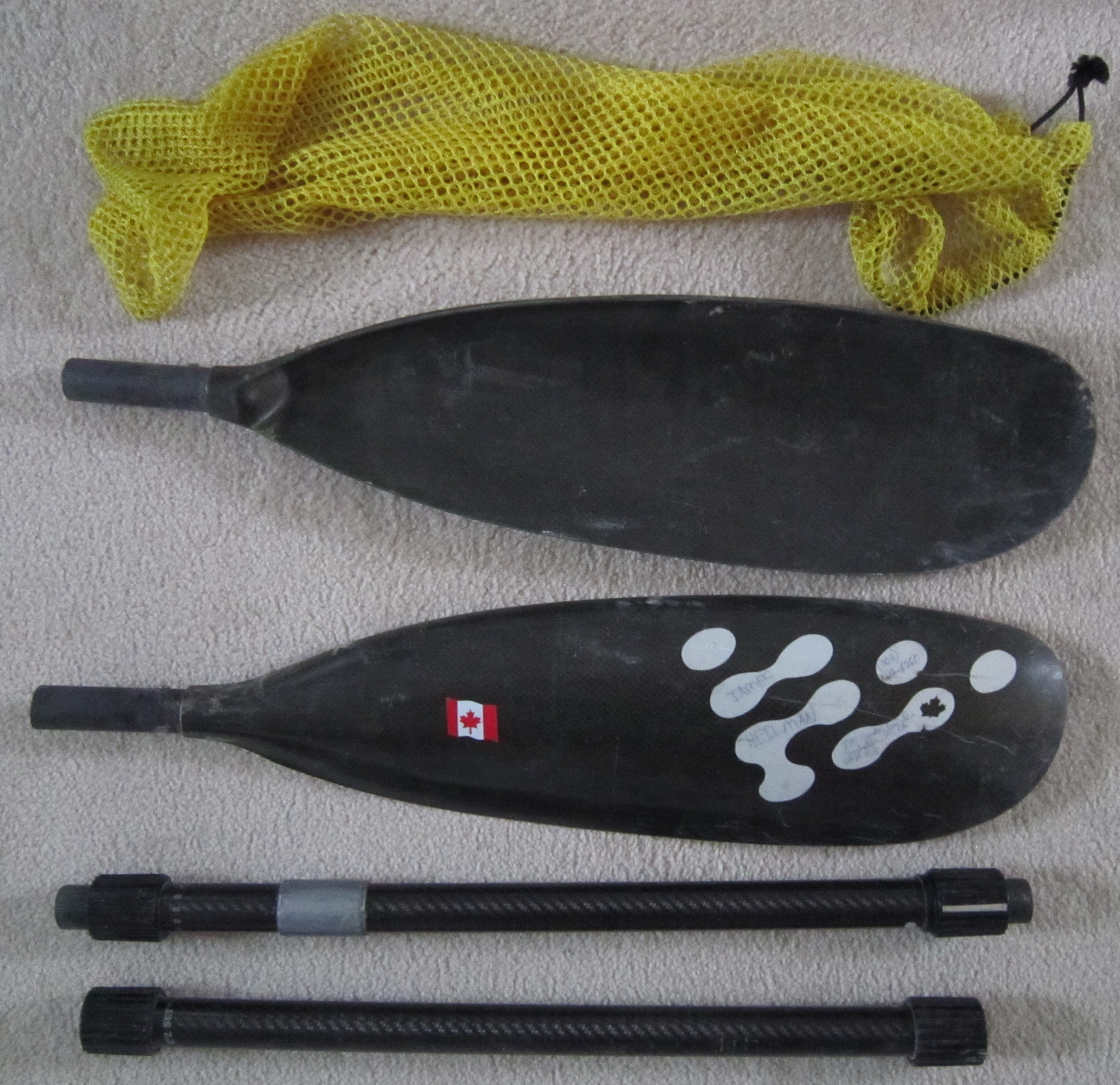
Remo
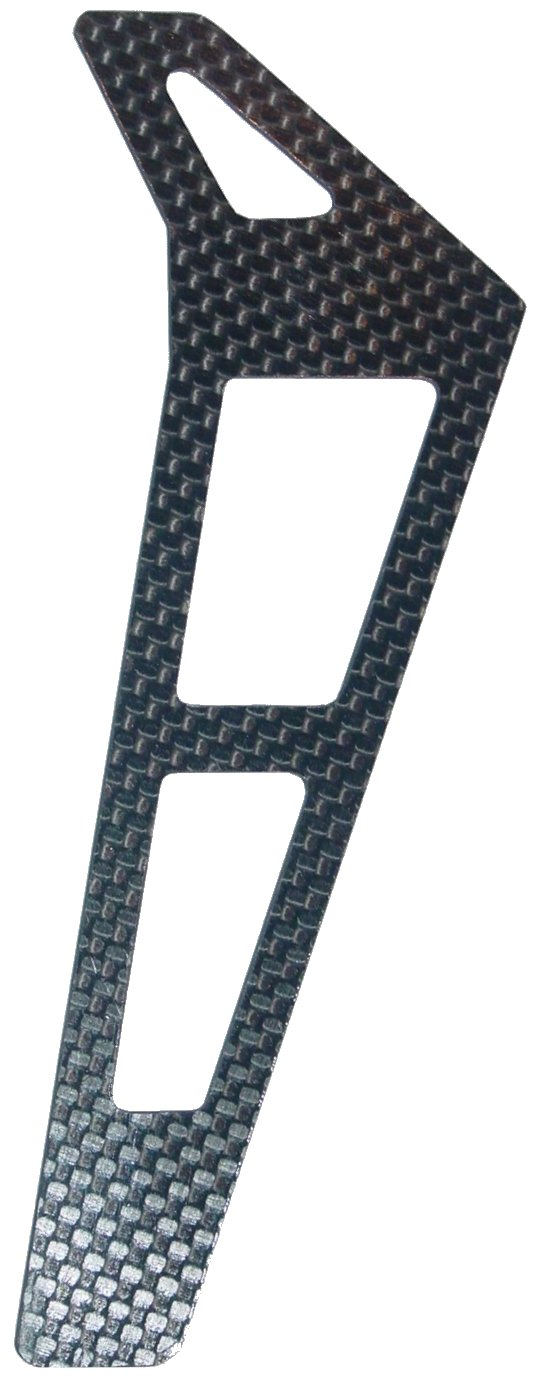
Cauda de helimodelo.
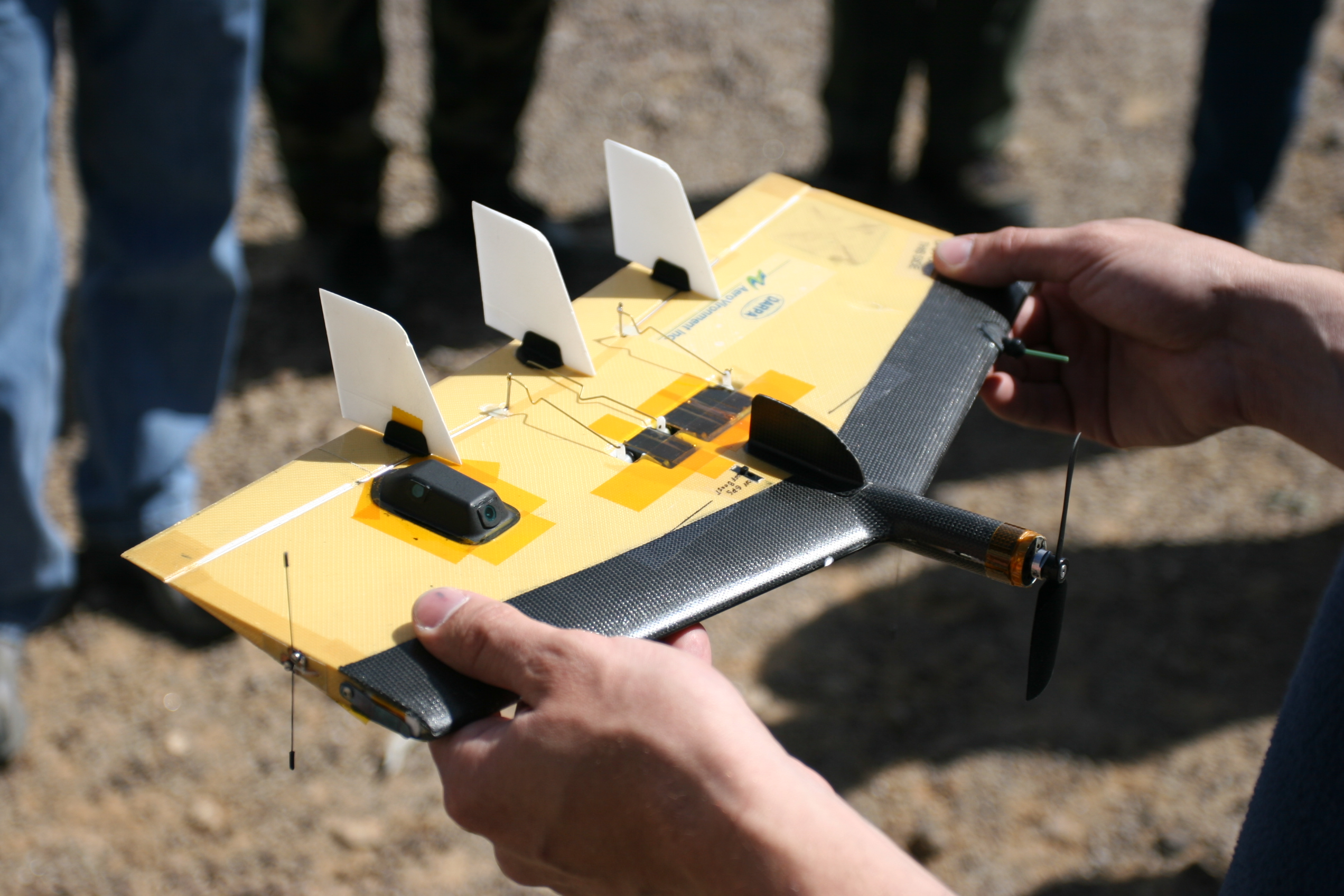
Asa de aeromodelo
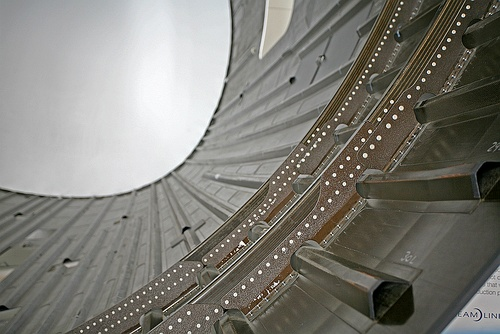
Fuselagem (Boeing 787)
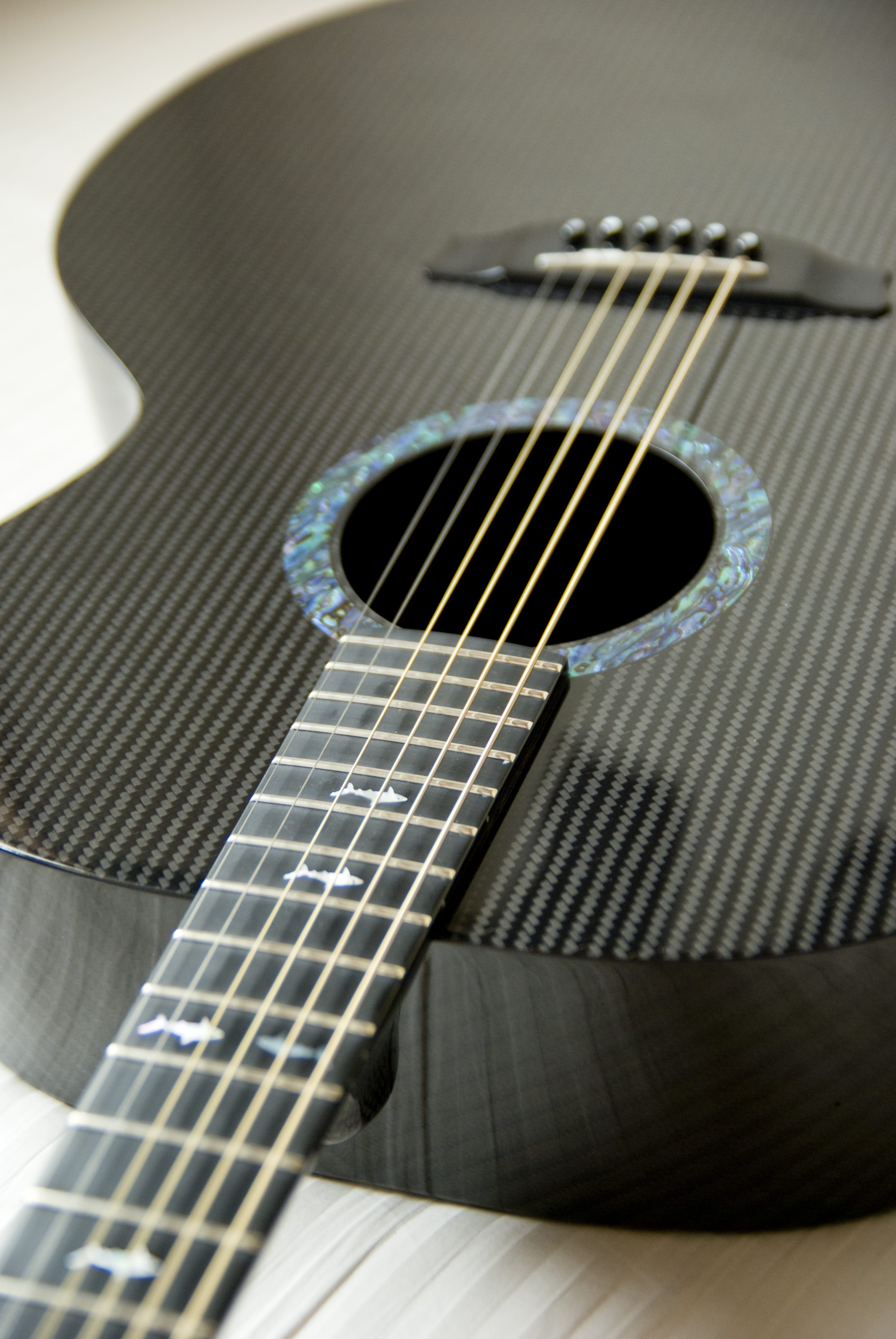
Violão
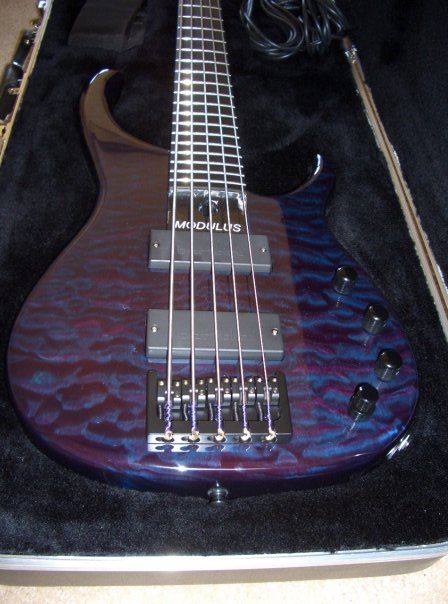
Baixo elétrico
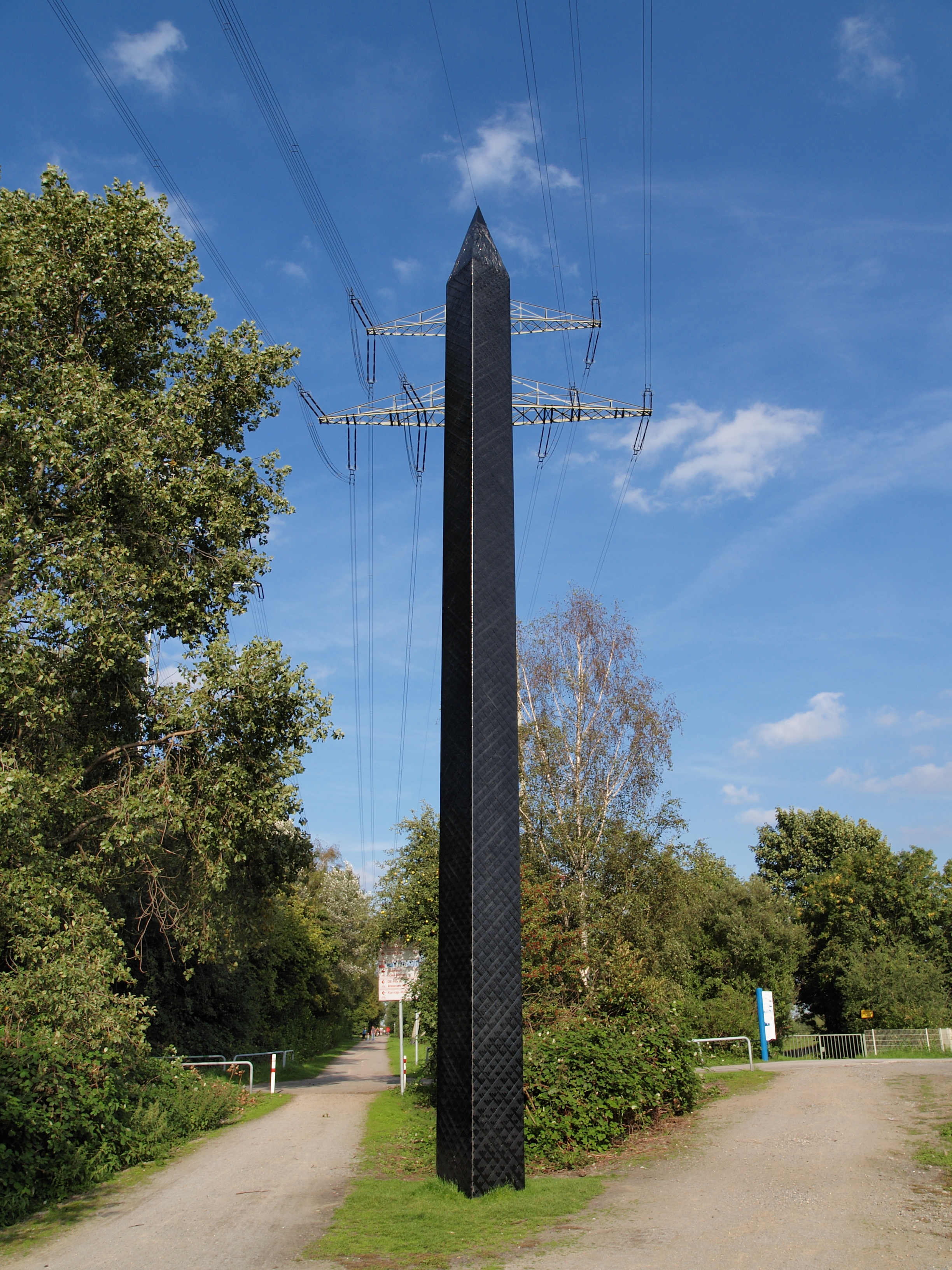
Obras da escultora Rita McBride na Alemanha: o Obelisco [10] em Essen...
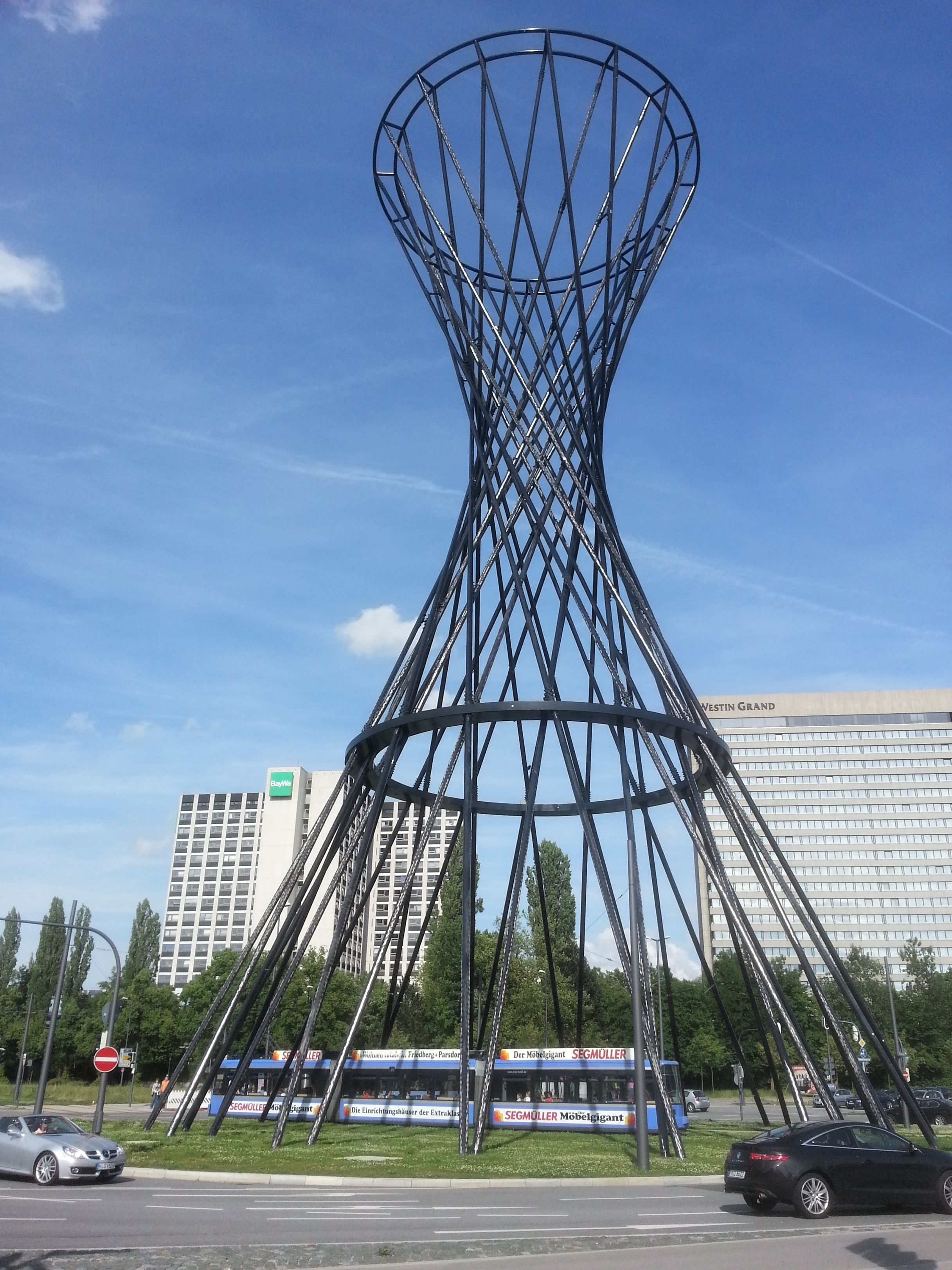
...e a torre Mae West [11] [12] em Munique.
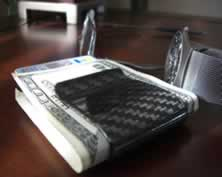
Carteira
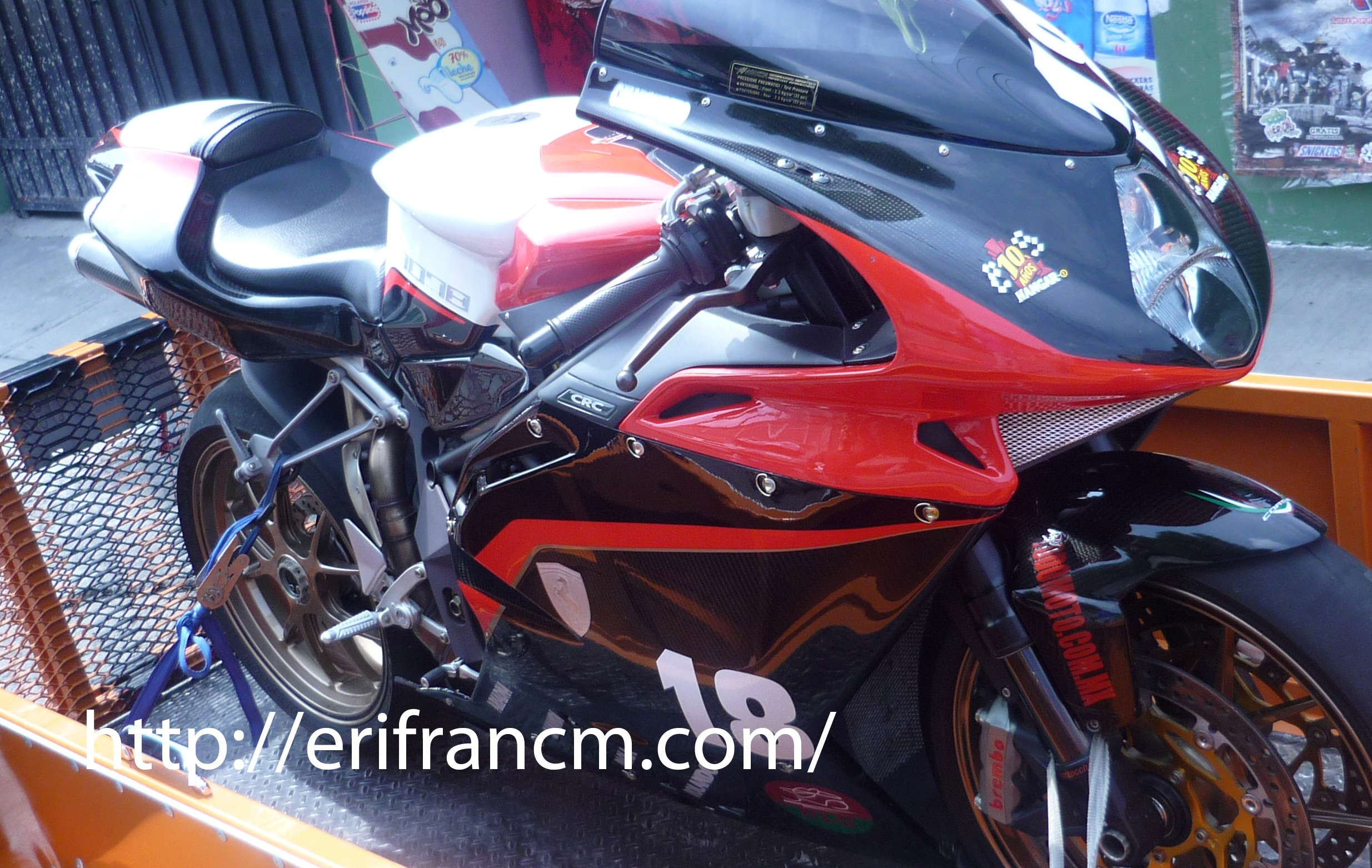
Carenagem
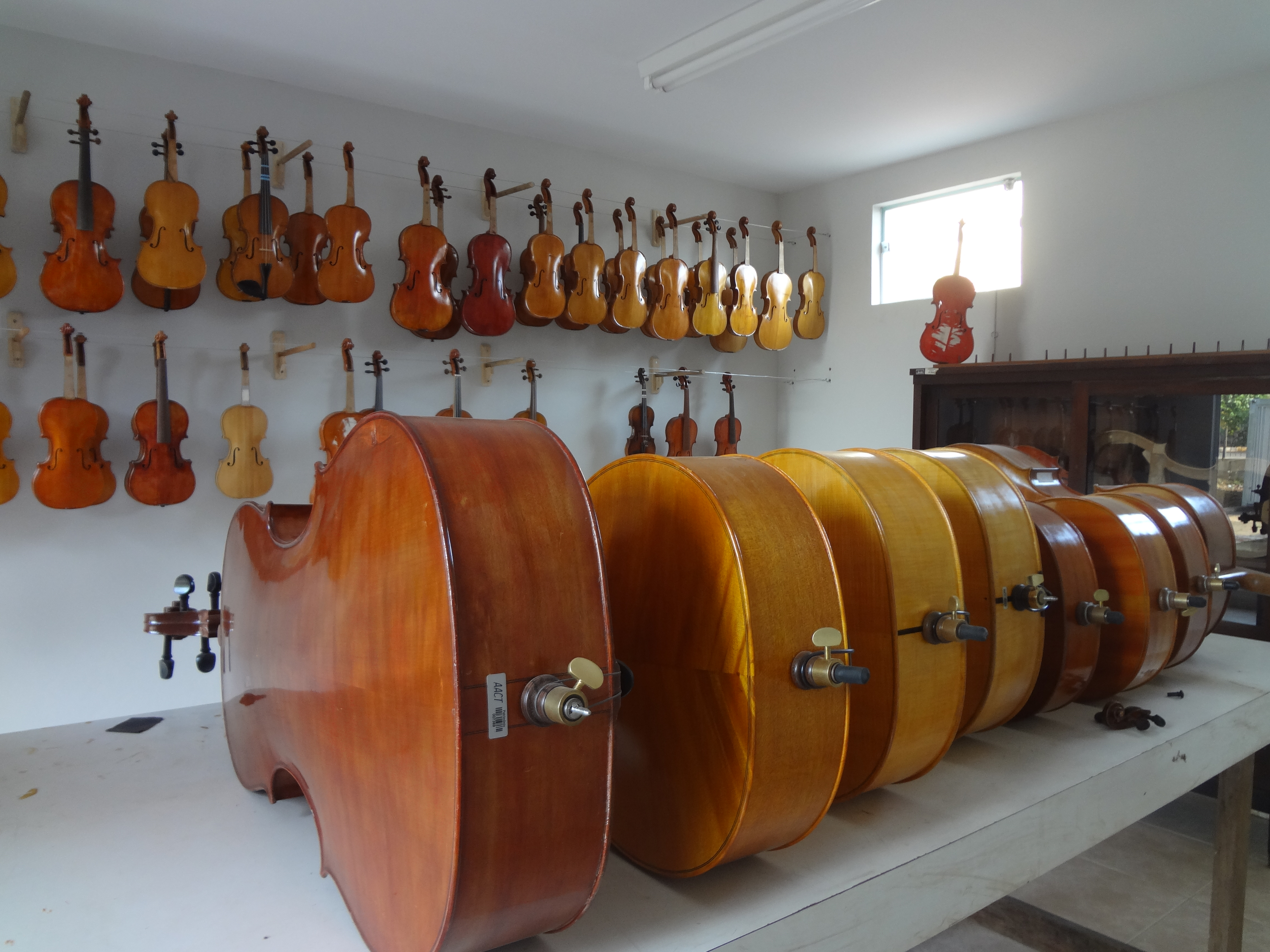
Violoncelos Violas e Violinos